# 阿伊納羅
阿伊納羅（Ainaro）是東帝汶西南部的一個山區城市，是阿伊納羅區的首府，位於首都帝力以南78公里，約人口3,000，居民信奉天主教會、基督教新教和伊斯蘭教。

## 友好城市
- 美国麥迪遜
- 柏拉瑞特

## 外部連結
- Madison-Ainaro Sister City Alliance （页面存档备份，存于）
- Cafe Timor Just Coffee